# Karl Hofer

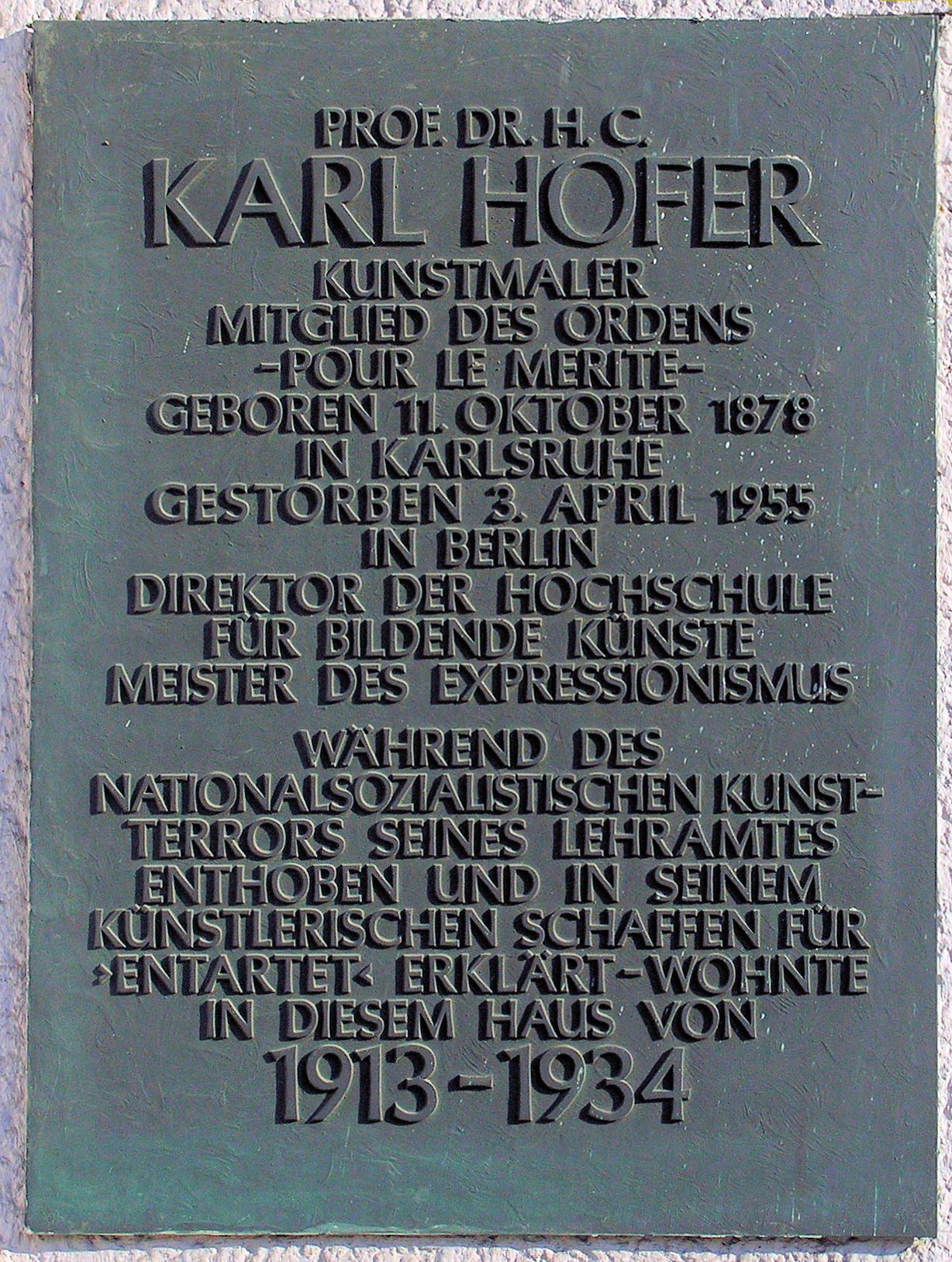

Karl Hofer (11. října 1878, Karlsruhe, Německo – 3. dubna 1955, Berlín, Německo) byl německý expresionistický malíř. Byl jedním z mnoha německých umělců, jejichž dílo bylo v roce 1933 odsouzeno jako zvrhlé umění.

## Dílo

### Rané dílo 1898–1920
- 1901: Betende Kinder, olej na plátně, soukromá sbírka Karlsruhe
- 1903: Karl und Thilde Hofer, olej na plátně, dříve Nachlass Hofer Berlin
- 1907: Drei Badende Jünglinge, olej na plátně, Kunstmuseum Winterthur
- 1911: Im Sturm, olej na plátně, Kunstmuseum Winterthur
- 1912: Nach dem Bade/Interieur, olej na plátně, sbírka Ludwig
- 1913: Selbstbildnis, olej na plátně, Bayerische Staatsgemäldesammlungen München
- 1913: Fahnenträger, olej na plátně, Städtische Kunsthalle Mannheim
- 1914: Im Meersand, olej na plátně, Staatliche Kunsthalle Karlsruhe
- 1917: Selbstbildnis mit Hut, olej na plátně, sbírka Hartwig Garnerus
- 1918: Bildnis Theodor Reinhart, olej na plátně, Volkart Brothers Winterthur
- 1920: Frau mit Blume, olej na plátně, Dauerleihgabe Pinakothek der Moderne München, sbírka Hartwig Garnerus

### Střední tvůrčí období 1920–1933
- 1922: Maskerade oder Drei Masken, olej na plátně, Museum Ludwig Köln
- 1922/1923: Freundinnen, olej na plátně, Kunsthalle Hamburg
- 1924: Große Tischgesellschaft, olej na plátně, Kunstmuseum Winterthur
- 1924: Der Rufer, olej na plátně, Gemäldegalerie Neue Meister, Dresden
- 1925: Kniebild Albert Steinrück, Stadtmuseum Berlin
- 1926: Zwei Freunde (vormals David und Jonathan), olej na plátně, Städel Museum, Frankfurt am Main
- 1927: Junge mit Ball, olej na plátně, sbírka Hartwig Garnerus
- 1928: Großer Karneval, olej na plátně, Bayerische Staatsgemäldesammlungen München[2]
- 1928: Yellow Dog Blues, olej na plátně, soukromá sbírka
- 1930: Selbstbildnis mit Dämonen, olej na plátně, dříve Nachlass Hofer Berlin

### Zralé práce 1933–1945
- 1933: Gefangene, olej na plátně, Berlinische Galerie Berlin
- 1935: Turmbläser, olej na plátně, dříve Nachlass Hofer Berlin
- 1936: Agnuzzo – Italienische Landschaft, olej na plátně, The Detroit Institute of Art Detroit
- 1936: Die Sinnende, olej na plátně, Kunstsammlung Deutsche Bundesbank, Frankfurt nad Mohanem
- 1937: Mann in Ruinen, olej na plátně, Staatliche Kunstsammlungen Kassel
- 1943: Die Schwarzen Zimmer (2. Fassung), olej na plátně, Neue Nationalgalerie Berlin
- 1943: Joseph und seine Brüder olej na plátně, sbírka Hartwig Garnerus
- 1944: Der Brief, olej na plátně, soukromá sbírka
- 1944: Schwarzmondnacht, olej na plátně, dříve Nachlass Hofer Köln

### Pozdní dílo 1945–1955
- 1947: Höllenfahrt, olej na plátně, dříve Nachlass Hofer Köln
- 1947: Ruinennacht, olej na plátně, dříve Nachlass Hofer Köln
- 1948: Schwarzmond (2. Fassung), olej na plátně, dříve Nachlass Hofer Köln
- 1950: Im Gestein, olej na plátně, 60 × 40 cm, soukromá sbírka Süddeutschland, Wohlert 2892 (Nachtrag)
- 1951: Zwei Frauen (dvojportrét), olej, karton, 42 × 55 cm, dříve Nachlass Köln, nyní soukromá sbírka
- 1954: Zwei Masken, olej na plátně, dříve Nachlass Hofer Berlin
- 1954: Drei Mädchen zwischen Leitern, olej na plátně, 110 × 75 cm, dříve Nachlass Köln, nyní soukromá sbírka, Wohlert 2385
- 1954: Vater und Tochter, olej na plátně, 105 × 75 cm, dříve Nachlass Hofer Köln, nyní soukromá sbírka, Wohlert 2788
- 1955: Jüngling mit Blumenkranz, olej na plátně, 48 × 39 cm, soukromá sbírka, Köln (1968 von der Witwe des Künstlers erworben) /soukromá sbírka, Schweiz

## Žáci
- Otto Julius Fleck
- Carl Schneiders
- Josef Steiner